# Thysanoidma octalis
Thysanoidma octalis là một loài bướm đêm trong họ Crambidae.